# Temnorhynchus kasanganus
Temnorhynchus kasanganus är en skalbaggsart som beskrevs av Frank-Thorsten Krell 1993. Temnorhynchus kasanganus ingår i släktet Temnorhynchus och familjen Dynastidae. Inga underarter finns listade i Catalogue of Life.